# Richard Burgi

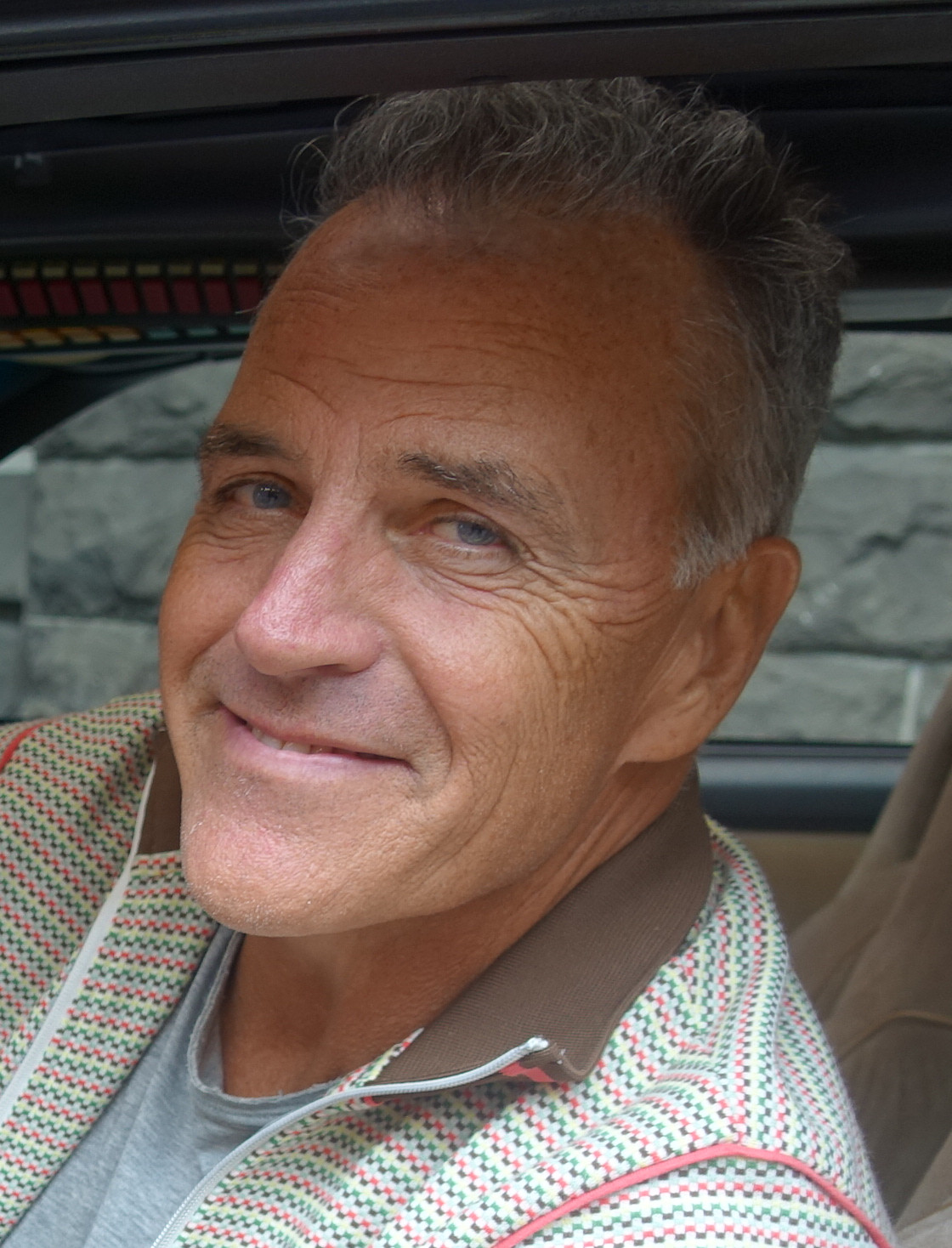
Richard Burgi

Richard William Burgi, född 30 juli 1958 i Montclair, New Jersey, är en amerikansk skådespelare. Han har bland annat medverkat i tv-serierna Desperate Housewives, Spejaren (The Sentinel), 24 och flera andra serier och filmer.

## Filmografi (urval)
- 1994–1996 – One West Waikiki (TV-serie)
- 1996–1999 – Spejaren (TV-serie)
- 2001 – En andra chans, avsnitt Knockout (gästroll i TV-serie)
- 2001-2002 – 24 (TV-serie)
- 2004 – Final Call
- 2004–2012 – Desperate Housewives (TV-serie)
- 2005-2006 – Point Pleasant (TV-serie)
- 2007 – Hostel 2
- 2009 – Friday the 13th
- 2009 – Harper's Island (TV-serie)
- 2011 – Chuck (TV-serie)
- 2013 – Devious Maids (TV-serie)